# Hāʾ
Hāʾ (ه) – dwudziesta piąta litera alfabetu arabskiego. Używana jest do oznaczenia dźwięku [h], tj. spółgłoski szczelinowej krtaniowej bezdźwięcznej. Pochodzi od fenickiej litery he.
W języku polskim litera hāʾ jest transkrybowana za pomocą litery H.
W arabskim systemie liczbowym literze hāʾ odpowiada cyfra 5.

## Postacie litery
| Postać: | izolowana | końcowa | środkowa | początkowa |
| ------- | --------- | ------- | -------- | ---------- |
| Wygląd: | ه‬         | ـه‬      | ـهـ‬      | هـ‬         |

## Kodowanie
| Znak                   | ه                 | ه                 |
| ---------------------- | ----------------- | ----------------- |
| Nazwa w Unikodzie      | Arabic Letter Heh | Arabic Letter Heh |
| Kodowanie              | dziesiątkowo      | szesnastkowo      |
| Unicode                | 1607              | U+0647            |
| UTF-8                  | 217 135           | d9 87             |
| Odwołania znakowe SGML | &#1607;           | &#x0647;          |